# Hedensted község
Hedensted  község (dánul: Hedensted  Kommune) Dánia 98 községének (kommune, helyi önkormányzattal rendelkező közigazgatási egység) egyike. A Midtjylland régióban található. Hedensted község Vejle, Ikast-Brande és Horsens községekkel határos. Lakosainak száma 46 206 fő (2016).